# Борба за свободата на Македония и Одринско
„Борба за свободата на Македония и Одринско“ е български вестник, редактиран от Коста Шахов и излизал от 2 януари до 18 юни 1899 година.
Вестникът е седмичник и излиза в петък. Идеологически е близък до Върховния македоно-одрински комитет и на практика е негов орган. Вестникът е резултат от сливането на вестниците „Глас македонски“ и „Вардар“. В редакцията участва и Илия Гологанов. Печата се в печатницата на Иван К. Божинов. Излизат общо 20 броя.